# Набережный (Арбажский район)
Набережный — поселок в Арбажском районе Кировской области. 

## География
Находится на левом берегу реки Пижма на расстоянии примерно 6 километров по прямой на юго-запад от районного центра поселка Арбаж.

## История
Известен с 1939 года как льнозавод Арбажский. В 1950 году учтено дворов 22 и жителей 54, в 1989 году проживало 108 жителей . До января 2021 года входил в Арбажское городское поселение до его упразднения.

## Население
Постоянное население составляло 100 человек (русские 86%) в 2002 году, 66 в 2010.